# 約翰·金納莫斯
約翰·金納莫斯（稍晚於1143年出生－1185年後去世）是一位希臘裔的歷史學家，在他的生涯中曾擔任拜占庭皇帝曼努埃爾一世的皇室秘書一職（很可能是與軍事管理有關的職位），並伴隨曼努埃爾一世參與在欧洲和小亞細亞一系列的軍事行動。金納莫斯去世的時間似乎晚於在1185年遇害的安德洛尼卡一世。
金納莫斯以一名歷史作家的身分，記錄了拜占庭帝国從1118年直至1176年間的重要歷史，其接續安娜·科穆宁娜所寫著作阿歷克塞傳中的內容，涵括約翰二世和曼努埃爾一世統治時期在內豐富的歷史事蹟，書中所記述的內容一直延續到曼努埃爾一世試圖攻佔塞爾柱王朝魯姆蘇丹國的首都科尼亞，卻反遭塞爾柱人擊敗災難性的密列奥塞法隆战役事件為止。
對於金納莫斯作品突然結束的原因，儘管極有可能是因為曼努埃爾一世病逝而中斷，但也有跡象表明，目前所見的史書版本僅是金納莫斯著書中留存的一部分，書中其餘的章節可能已經佚失。金納莫斯在其作品內將曼努埃爾一世描述為一名完美的英雄和神聖的君主，整部史書中，金納莫斯不斷試圖強調拜占庭帝國相較於其他西方拉丁諸國的優越性，同樣地，他亦堅決反對其所認為教宗式的虛偽做作。儘管如此，金納莫斯以一名軍人直率的觀點記述歷史時，有時也坦然承認自己對某些事件的無知。他的著作架構井然有序，在成書過程中大量參酌古希臘軍事家色诺芬的寫作風格，與其他同時代希臘史家繁冗龐雜的著書技巧相比，呈現出簡雅的特色與優點，威廉·普拉特認為他是這一時期歐洲最傑出的歷史學者。
約翰·金納莫斯還因為幫一名安格洛斯皇帝寫了一本書而受到讚譽，但是據信這本書也已經散軼（也許和他其它部更大的作品一同丟失）。